# رشته‌کوه بایانائول
رشته‌کوه بایانائول (به قزاقی: Bayanaul Range) یک کوه در قزاقستان است که در استان پاولودار واقع شده‌است. رشته‌کوه بایانائول ۱٬۰۲۲ متر بالاتر از سطح دریا واقع شده‌است.